# Нижчезуб
Нижчезуб (Entodon) — рід мохів родини Entodontaceae.
Рід має космополітичне поширення.
Види:
- Entodon abbreviatus Jaeger, 1878
- Entodon abyssinicus (Müll.Hal.) A.Jaeger
- Entodon concinnus Paris, 1904
- Entodon seductrix (Hedw.) Müll. Hal.